# Burlington (Wyoming)
Burlington è un centro abitato (town) degli Stati Uniti d'America, situato nella Contea di Big Horn dello Stato del Wyoming. Nel censimento del 2000 la popolazione era di 250 abitanti.

## Geografia fisica
Secondo i rilevamenti dell'United States Census Bureau, la località di Burlington si estende su una superficie di 2,6 km², tutti occupati da terre.

## Popolazione
Secondo il censimento del 2000, a Burlington vivevano 250 persone, ed erano presenti 58 gruppi familiari. La densità di popolazione era di 95 ab./km². Nel territorio comunale si trovavano 87 unità edificate. Per quanto riguarda la composizione etnica degli abitanti, l'88,80% era bianco, lo 0,80% era nativo, l'1,20% proveniva dall'Oceano Pacifico, l'8,80% apparteneva a due o più razze e lo 0,40% a due o più. La popolazione di ogni razza ispanica corrispondeva al 10,00% degli abitanti.
Per quanto riguarda la suddivisione della popolazione in fasce d'età, il 44,4% era al di sotto dei 18, il 2,8% fra i 18 e i 24, il 24,8% fra i 25 e i 44, il 13,2% fra i 45 e i 64, mentre infine il 14,8% era al di sopra dei 65 anni di età. L'età media della popolazione era di 29 anni. Per ogni 100 donne residenti vivevano 101,6 maschi.